# Nayara Figueira
Pour les articles homonymes, voir Figueira.
Nayara Figueira, née le 9 juin 1988 à São Paulo, est une nageuse synchronisée brésilienne.

## Carrière
Avec Lara Teixeira, elle est médaillée d'or aux Jeux sud-américains de 2010 en duo et par équipe et médaillée de bronze en duo et par équipe aux Jeux panaméricains de 2011. Le duo participe aux Jeux olympiques de 2008 et de 2012.